# Merostachys latifolia
Merostachys latifolia är en gräsart som beskrevs av Richard Walter Pohl. Merostachys latifolia ingår i släktet Merostachys och familjen gräs. Inga underarter finns listade i Catalogue of Life.